# Trümmerfilm
Par analogie avec la Trümmerliteratur, le Trümmerfilm ou « film de décombres » est un film sur l'impact de la Seconde Guerre mondiale. Les films de ce genre sont souvent filmés en extérieur et s'intéressent aux conditions de vie difficiles des civils dans la reconstruction, plus particulièrement de l'Allemagne.
Parmi les films notables de ce genre, on peut citer : Les assassins sont parmi nous, … und über uns der Himmel, Film sans titre, Allemagne année zéro, Morituri, L'Affaire Blum, Ballade berlinoise, Liebe 47, La Chair , L'Homme perdu ou Kein Platz für Liebe.